# Piaçabuçu (kommun)
Piaçabuçu är en kommun i Brasilien.   Den ligger i delstaten Alagoas, i den östra delen av landet, 1 400 km öster om huvudstaden Brasília. Antalet invånare är 17 219.
Följande samhällen finns i Piaçabuçu:
- Piaçabuçu

Omgivningarna runt Piaçabuçu är en mosaik av jordbruksmark och naturlig växtlighet.